# 비봉고등학교
비봉고등학교(飛鳳高等學校)는 대한민국 경기도 화성시 비봉면 양노리에 있는 사립 고등학교이다.

## 학교 연혁
- 1967년 10월 5일 : 비봉농업고등학교 설립인가(3학급)
- 1968년 3월 4일 : 비봉 농업고등학교 개교, 1학년 1학급 편성
- 1972년 8월 2일 : 비봉 고등학교로 교명 변경
- 1992년 3월 1일 : 비봉종합고등학교로 교명 변경
- 1992년 9월 29일 : 학급증설인가 산업디자인과 3학급(보통과 21학급, 사무자동화과 6학급, 산업디자인과 9학급 계 36학급)
- 1993년 9월 23일 : 유도장(일지관, 630평) 준공
- 1997년 3월 1일 : 정재관(유도부 생활관) 건립
- 1997년 6월 1일 : 의정원(장학생 기숙사) 건립
- 1997년 12월 1일 : 효애관(본관) 건립
- 1997년 12월 31일 : 신축교사(45실, 1,480.5평) 준공
- 2004년 3월 2일 : 비봉고등학교로 교명변경
- 2004년 7월 1일 : 국사관 건립
- 2005년 3월 1일 : 산업디자인과 실습동 건립
- 2008년 2월 10일 : 디지털 정보화 도서관 준공(264m2)
- 2009년 12월 30일 : 매죽헌(장학생 기숙사) 건립
- 2021년 9월 1일 : 제18대 장철영 교장 취임
- 2024년 1월 5일 : 제54회 209명 졸업, 16,243명 졸업

## 설치 학과
- 7차일반
- IT경영과
- 서비스마케팅과
- 콘텐츠디자인과
- 웹툰조형과

## 참고 자료
- 비봉고등학교 - 한국교육학술정보원 학교알리미